# کوای
کوای (به لهستانی:  Kłaj) یک روستا در لهستان است که در گمینا کوای واقع شده‌است.
 کوای  ۳٬۲۰۰ نفر جمعیت دارد.